# Dichagyris
Dichagyris är ett släkte av fjärilar, beskrivet av Julius Lederer 1857. Dichagyris ingår i familjen nattflyn, Noctuidae.

## Dottertaxa tillDichagyris, i alfabetisk ordning[1][2]
- Dichagyris afghana Boursin, 1963
- Dichagyris albicolaris Kozhanchikov, 1930
- Dichagyris altivagans Varga, 1979
- Dichagyris ammoxanthoides Varga, 1975
- Dichagyris amoena Staudinger, 1891
- Dichagyris anastasia Draudt, 1936
- Dichagyris argentea Kozhanchikov, 1930
  - Dichagyris argentea darius Boursin, 1940
- Dichagyris assimilata Kozhanchikov, 1930
- Dichagyris boursini Brandt, 1941
- Dichagyris caucasica Staudinger, 1877
- Dichagyris celebrata Alphéraky, 1897
  - Dichagyris celebrata armeniaca Kozhanchikov, 1930
- Dichagyris chrysopyga Boursin, 1963
  - Dichagyris chrysopyga xanthopyga Varga, 1975
- Dichagyris clara Staudinger, 1888
- Dichagyris constanti Miller, 1860
  - Dichagyris constanti eos Oberthür, 1913
  - Dichagyris constanti schawerdae Agenjo, 1941
- Dichagyris despecta Corti & Draudt, 1933
  - Dichagyris despecta calamoxantha Boursin, 1964
  - Dichagyris despecta psammoxantha Varga, 1975
- Dichagyris devota Christoph, 1884
  - Dichagyris devota eremica Amsel, 1935
- Dichagyris eremicola Standfuss, 1888
- Dichagyris erubescens Staudinger, 1891
- Dichagyris euteles Boursin, 1963
- Dichagyris flammatra Denis & Schiffermüller, 1775 Svartkragsjordfly
- Dichagyris forficula Eversmann, 1851
  - Dichagyris forficula caerulescens Wagner, 1931
  - Dichagyris forficula furiosa Bang-Haas, 1912
  - Dichagyris forficula turana Staudinger, 1891
- Dichagyris fredi Brandt, 1938
- Dichagyris glauca Kozhanchikov, 1937
- Dichagyris griseotincta Wagner, 1931
- Dichagyris grisescens Staudinger, 1879
  - Dichagyris grisescens rhodopetala Boursin, 1963
- Dichagyris hadjina Staudinger, 1891
  - Dichagyris hadjina zeituna Staudinger, 1899
- Dichagyris herzi Kozhanchikov, 1930
- Dichagyris himalayensis Turati, 1933
- Dichagyris humilis Boursin, 1940
  - Dichagyris humilis elvendi Boursin, 1940
- Dichagyris ignara Staudinger, 1896
- Dichagyris imperator Bang-Haas, 1912
- Dichagyris jacobsoni Kozhanchikov, 1930
- Dichagyris kirghisa Eversmann, 1856
- Dichagyris melanura Carrara, 1846
  - Dichagyris melanura hyrcanica Boursin, 1963
  - Dichagyris melanura rhadamanthys Reisser, 1958
  - Dichagyris melanura roseotincta Corti, 1933
- Dichagyris melanuroides Kozhanchikov, 1930
- Dichagyris nigrolineata Kozhanchikov, 1930
- Dichagyris paisa Brandt, 1938
- Dichagyris petersi Christoph, 1887
- Dichagyris pfeifferi Corti, 1933
- Dichagyris poecilopetala Varga, 1979
- Dichagyris psammochroa Boursin, 1940
  - Dichagyris psammochroa dichroa Boursin, 1940
- Dichagyris pudica Staudinger, 1895
  - Dichagyris pudica griseola Staudinger, 1895
- Dichagyris renigera Hübner, 1808
  - Dichagyris renigera argentina Caradja, 1930
  - Dichagyris renigera funebris Staudinger, 1891
  - Dichagyris renigera funestissima Bubacek, 1926
  - Dichagyris renigera hispanicola Schwingenschuss, 1962
  - Dichagyris renigera nigrescentella Leraut, 1980
  - Dichagyris renigera ochridana Turner, 1936
- Dichagyris scotographa Varga
- Dichagyris singularis Staudinger, 1877
  - Dichagyris singularis mesopotamica Hacker & Weigert, 1986
- Dichagyris squalidior Staudinger
  - Dichagyris squalidior damascina Boursin, 1963
  - Dichagyris squalidior persiaca Kozhanchikov, 1930
- Dichagyris squalorum Eversmann, 1856
  - Dichagyris squalorum rubidior Corti, 1933
- Dichagyris stellans Corti, 1933
- Dichagyris stenoptera Boursin, 1963
- Dichagyris taftana Brandt, 1941
- Dichagyris terminicincta Corti, 1933
  - Dichagyris terminicincta capnista Boursin, 1963
  - Dichagyris terminicincta maraschi Corti, 1933
  - Dichagyris terminicincta phaenotaenia Boursin, 1940
- Dichagyris tyrannus Bang-Haas, 1912
  - Dichagyris tyrannus beluchus Brandt, 1941
  - Dichagyris tyrannus striatus Kozhanchikov, 1930
- Dichagyris umbrifera Alphéraky, 1882
- Dichagyris vallesiaca Boisduval, 1834
  - Dichagyris vallesiaca brunneotincta Corti, 1933
  - Dichagyris vallesiaca crimaea Kozhanchikov, 1930
  - Dichagyris vallesiaca inexpectata Kozhanchikov, 1925
  - Dichagyris vallesiaca opulenta Brandt, 1941
  - Dichagyris vallesiaca subsqualorum Kozhanchikov, 1930
  - Dichagyris vallesiaca venosa Kozhanchikov, 1930
- Dichagyris verecunda Püngeler, 1898
- Dichagyris wolfi Hacker, 1985

## Bildgalleri

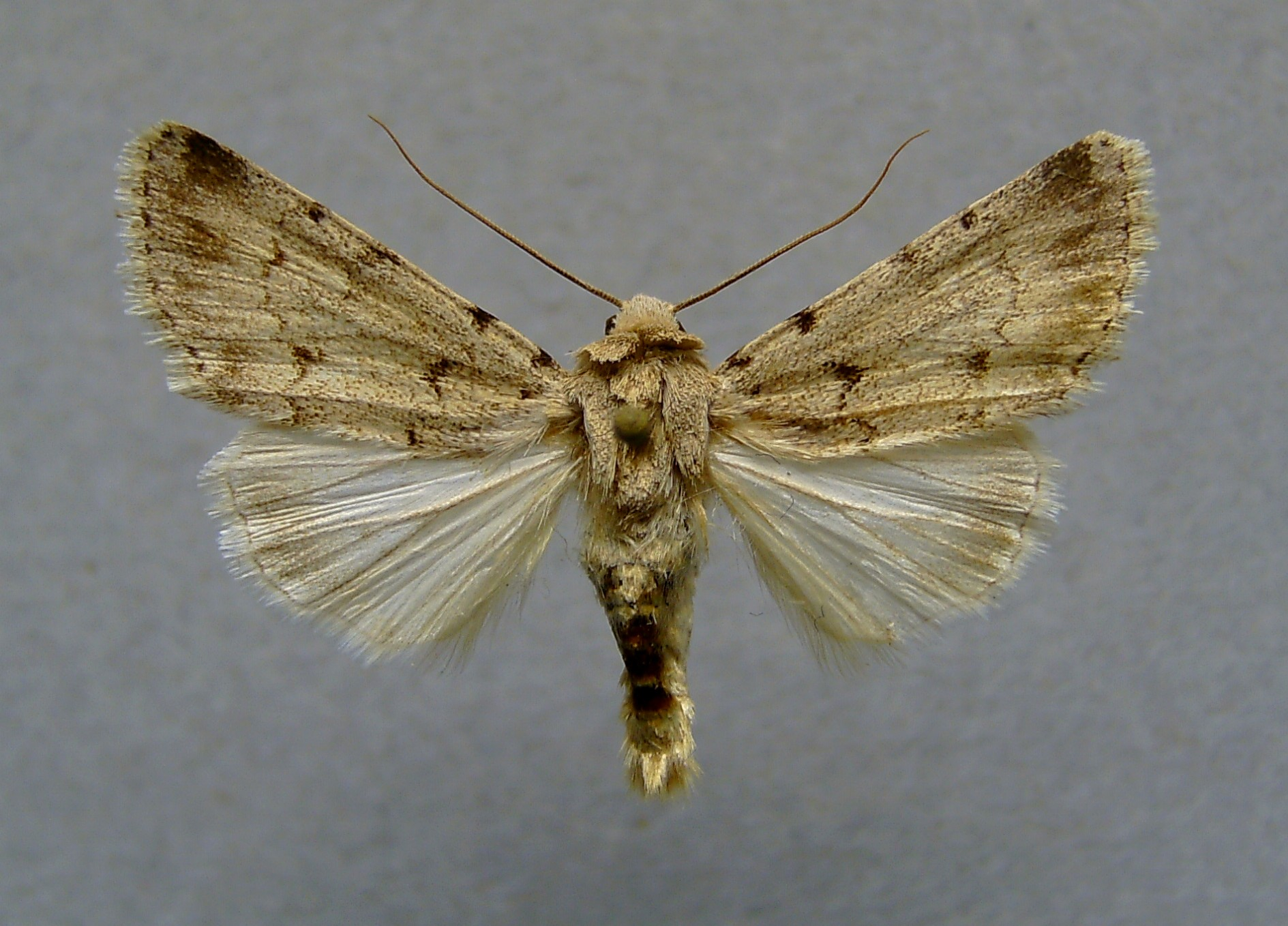
Dichagyris celebrata
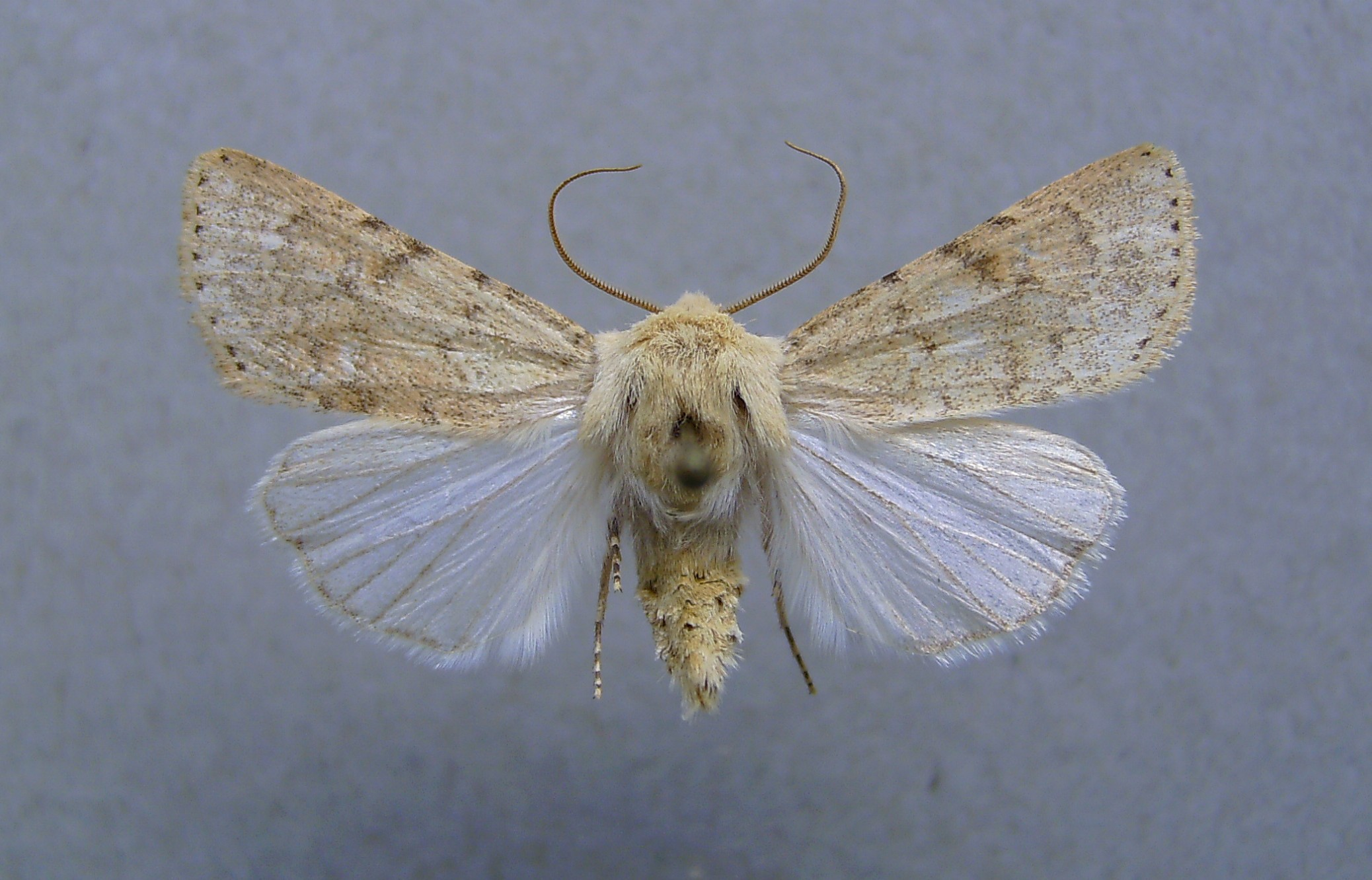
Dichagyris constanti
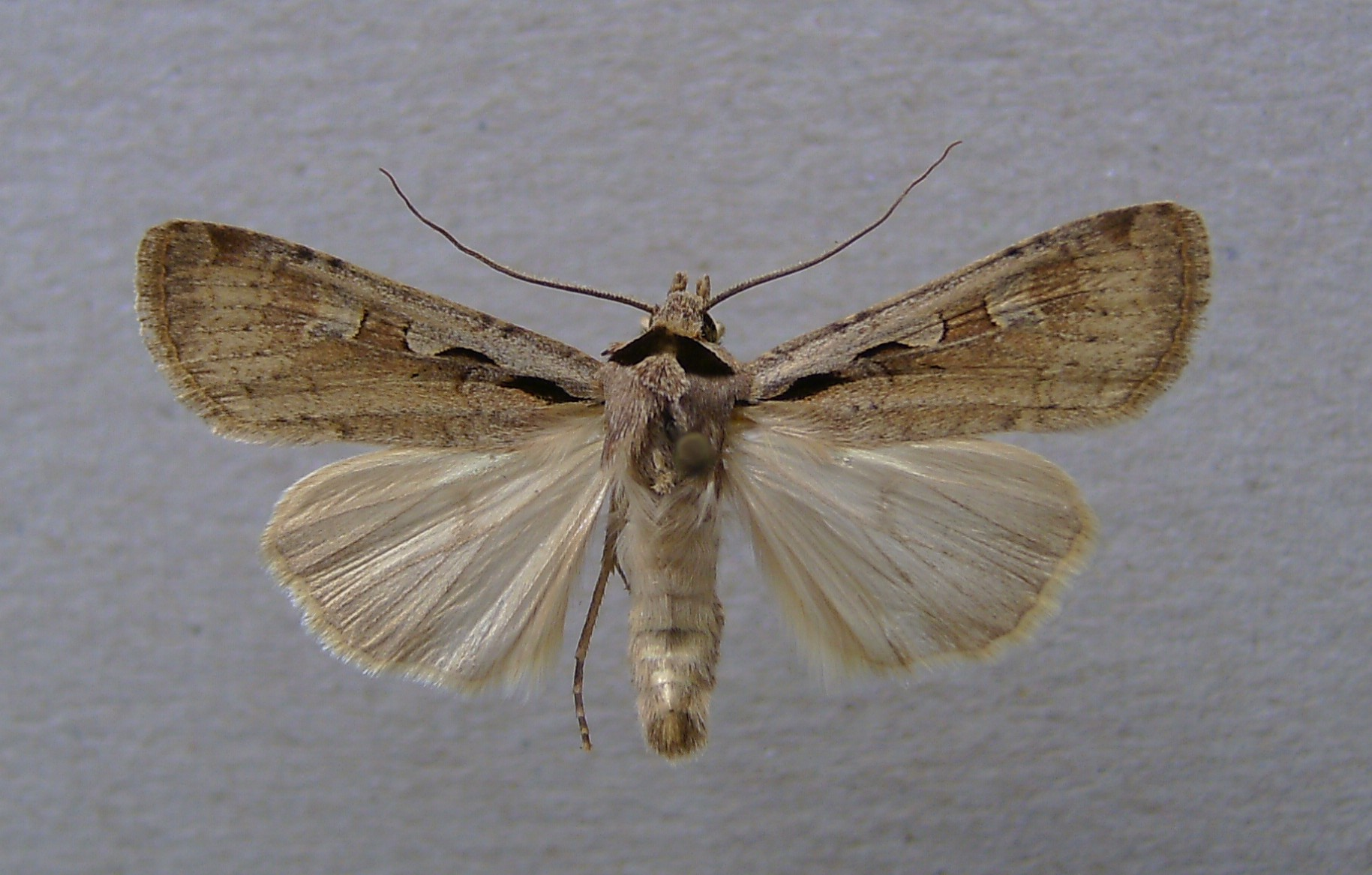
Svartkragsjordfly, Dichagyris flammatra
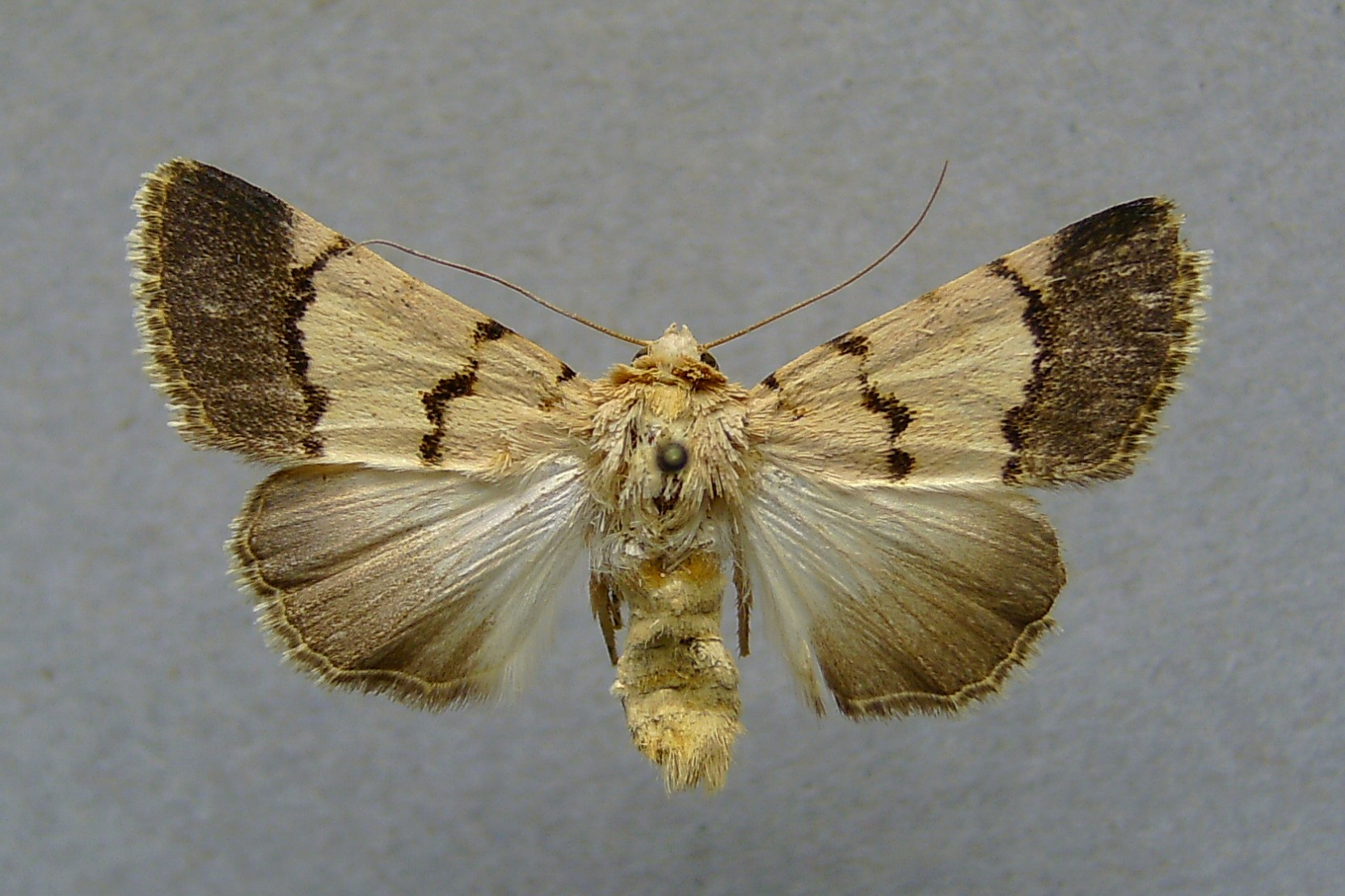
Dichagyris imperator
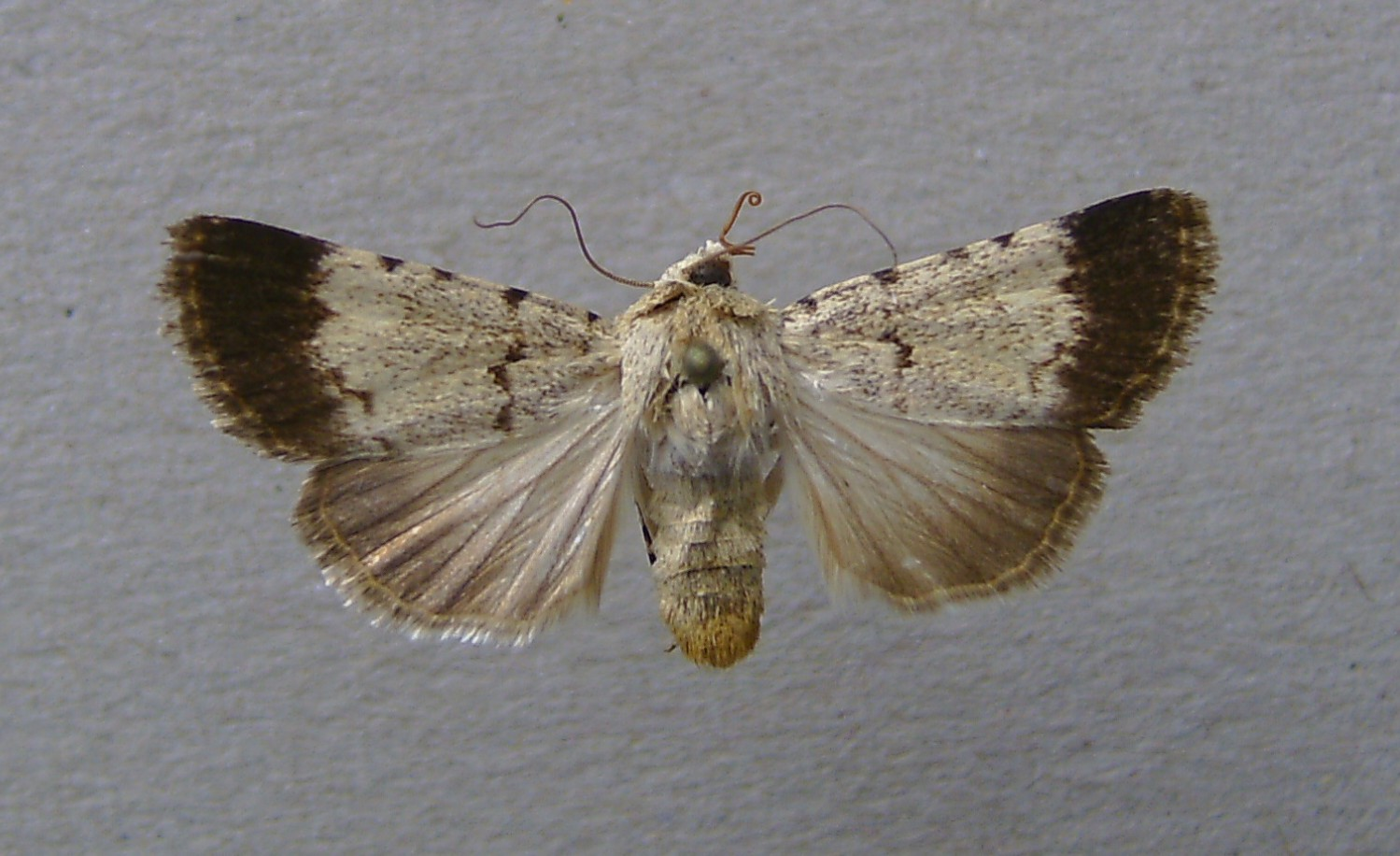
Dichagyris melanura
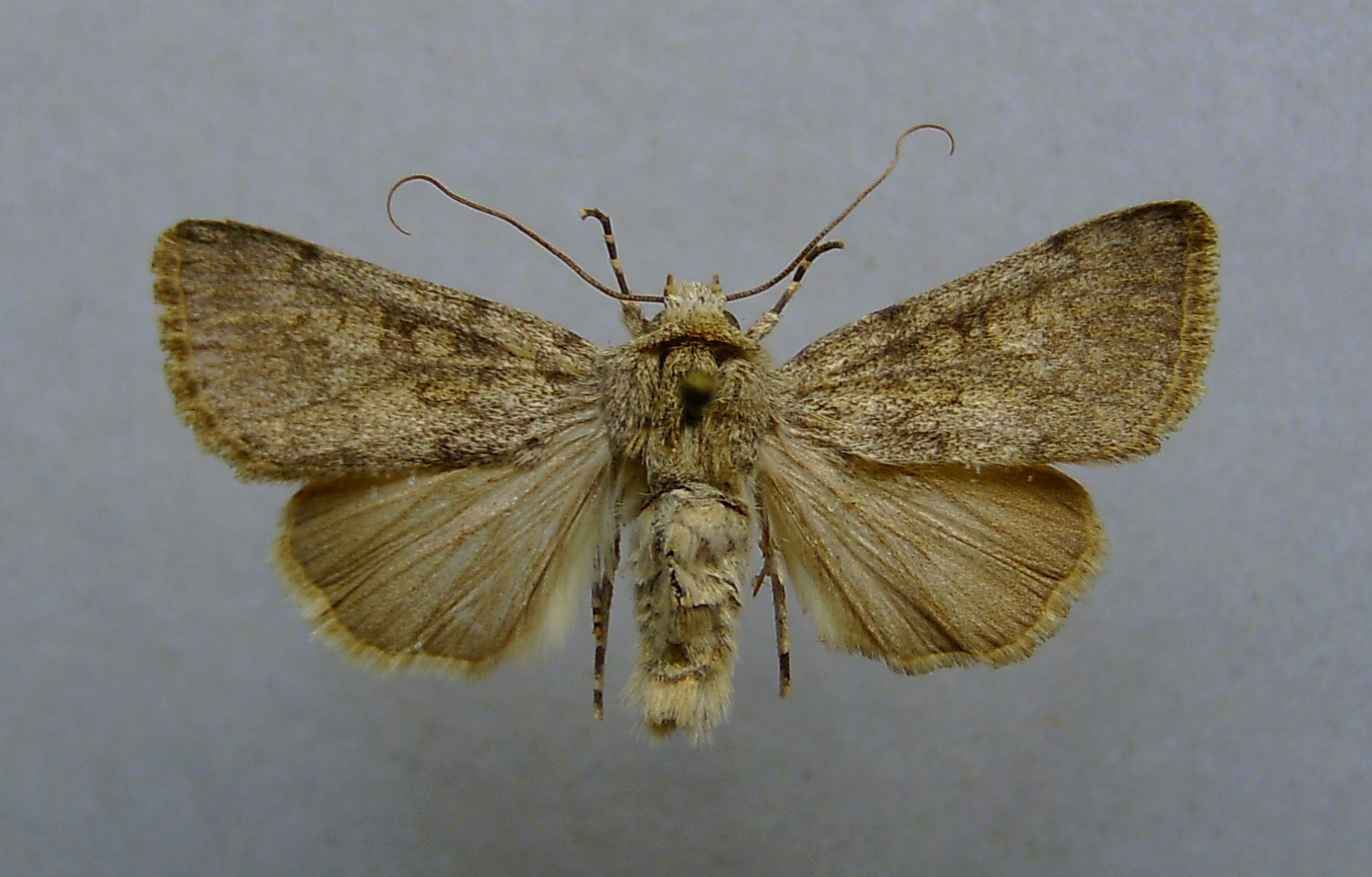
Dichagyris renigera